# Atlantikschlacht
Atlantikschlacht ist ein Sammelbegriff für die Kampfhandlungen zwischen der deutschen Kriegsmarine und der deutschen Luftwaffe und Kriegsschiffen, Geleitzügen und Luftstreitkräften der Alliierten im Atlantik über die gesamte Dauer des Zweiten Weltkrieges.
Nach dem Rückzug der letzten schweren deutschen Überwasserstreitkräfte aus den französischen Atlantikhäfen im Februar 1942 (Unternehmen Cerberus) wurde die Atlantikschlacht von deutscher Seite fast ausschließlich als U-Boot-Krieg geführt.

## Hintergrund und Vorbereitung
Infolge der Bestimmungen des Friedensvertrags von Versailles nach dem verlorenen Ersten Weltkrieg war dem Deutschen Reich der Besitz von U-Booten generell untersagt, ebenso die Entwicklung und der Bau von Flugzeugträgern. Die meisten politischen Gruppen der Weimarer Republik setzten sich für eine Revision dieses Vertrages ein. Die 1933 zur Macht gekommene NSDAP unter Adolf Hitler machte darin keine Ausnahme und ging rücksichtslos an deren Verwirklichung. Schon 1933 wurde mit der massiven Aufrüstung begonnen. Gemäß dem 1934 beschlossenen Flotten-Ersatzplan wurde unter optimistischer Beurteilung des diplomatischen Klimas der Bau eines Flugzeugträgers und mehrerer großer Kriegsschiffe in Auftrag gegeben. Deren Größe und Anzahl wurden mehrfach nach oben korrigiert. Das deutsch-britische Flottenabkommen von 1935 lockerte die Einschränkungen des Versailler Vertrages und ermöglichte Deutschland offiziell den Aufbau einer U-Bootflotte.
Als Argument für die Notwendigkeit eines Flottenausbaues über die Maßgaben des Versailler Vertrages hinaus diente die Forderung nach einem Gleichgewicht zu den Seestreitkräften Frankreichs (Parität). Die Schlüssigkeit dieser Forderung war stets umstritten, denn die Wahrscheinlichkeit eines Seekrieges mit Frankreich war aufgrund der langen gemeinsamen Grenze, die einen Landkrieg ermöglichte, nur hypothetisch. Der Drang zum Ausbau der Flotte hatte eher seine Begründung in dem Bedürfnis einer aufstrebenden Großmacht, auch eine bedeutende Kriegsflotte zu befehligen. Das Vorbild dazu lieferte Großadmiral Alfred von Tirpitz, der ab etwa 1897 mit uneingeschränkter Unterstützung von Kaiser Wilhelm II. den Aufbau einer deutschen Hochseeflotte forcierte. Im Gegensatz zum deutschen Kaiser vor dem Ersten Weltkrieg war Hitler diesem Vorhaben gegenüber reserviert. Doch Admiral Raeder als Oberbefehlshaber der Kriegsmarine verstand es, durch regelmäßige Vorsprachen bei Hitler die Belange der Kriegsmarine zu protegieren. Bereits 1934 machte Raeder nach einer Besprechung mit Hitler eine Notiz, dass England ein künftiger Gegner sein könnte. Offiziell wurde aber bis zum Frühjahr 1939 stets betont, dass die Royal Navy aufgrund ihrer Überlegenheit nicht als Gegner für die Kriegsmarine in Frage käme.
|                 | Großbritannien | Frankreich | Deutschland | USA   |
| --------------- | -------------- | ---------- | ----------- | ----- |
| Flugzeugträger  | 8              | 2          | 0           | 6     |
| Schlachtschiffe | 15             | 9          | 0           | 15    |
| Schlachtkreuzer | 3              | 0          | 2           | 0     |
| Panzerschiffe   | 0              | 0          | 3           | 0     |
| Schwere Kreuzer | 15             | 7          | 2           | 18    |
| Leichte Kreuzer | 49             | 12         | 6           | 19    |
| Zerstörer       | 201            | 71         | 22          | k. A. |
| U-Boote         | 38             | 76         | 57          | 90    |

Infolge des Flottenabkommens verdoppelten sich 1935 zwar die Rüstungsausgaben für die Kriegsmarine aus dem Jahr 1934, blieben aber in ihrem Zuwachs bis 1938 deutlich hinter denen des Heeres und der Luftwaffe zurück. So waren nicht die Rüstungsabkommen, sondern allein die Leistungsfähigkeit der deutschen Rüstung und die Verteilung der Rohstoffe an diese bestimmend für die Stärke der deutschen Kriegsmarine bei Kriegsbeginn.
Der Flottenausbauplan Z-Plan, der den Bau einer großen Schlachtflotte sowie von vier Flugzeugträgern vorsah, erhielt erst im Januar 1939 das Placet Hitlers. Bei Kriegsbeginn verfügte die Kriegsmarine zwar über mehrere größere Überwasserkriegsschiffe und eine U-Bootflotte (sowie über Seerettungsflugzeuge und Seeaufklärer); die Verwirklichung des Z-Planes war jedoch gerade erst in Angriff genommen worden. Von den zusätzlichen Schlachtschiffen waren in der kurzen Zeit nur die Kiele gelegt worden, Bauarbeiten daran wurden bei Kriegsbeginn sofort gestoppt. Von den geplanten Flugzeugträgern war nur einer (Graf Zeppelin) kurz vor der Fertigstellung, sie wurde jedoch durch den Kriegsverlauf zugunsten der U-Boot-Produktion immer wieder hinausgezögert und fand letztendlich nie statt.
Die Royal Navy vernachlässigte im Vergleich zur Kriegsmarine den Ausbau der U-Bootwaffe. Stattdessen forcierte sie, ähnlich der US Navy und der japanischen Marine, den Einsatz von Flugzeugträgern.

## Ziele
Die Operationen der deutschen Kriegsmarine im Atlantik waren zunächst durch Einzeloperationen großer Überwasserkriegsschiffe und U-Boote gekennzeichnet. Beim Unternehmen Weserübung, der Eroberung Dänemarks und Norwegens im Frühjahr 1940, waren fast alle Kräfte der deutschen Kriegsmarine beteiligt. Während die Eroberung gelang, zeigten sich im Bereich der Marine bereits Schwierigkeiten, der Royal Navy zu begegnen.
Ab dem Westfeldzug erfolgte eine deutliche Schwerpunktlegung des Seekrieges auf die Versorgungsrouten der Britischen Inseln. Der einzige im Westen verbleibende Gegner sollte nach misslungener Luftschlacht um England und Invasionsdrohung durch Abschneiden der lebenswichtigen Versorgung zur Aufgabe gezwungen werden. Winston Churchill räumte ein, dass er 1941 Zweifel am Überleben Englands hatte.

## Operationen deutscher Überwasserkriegsschiffe

### Kaperfahrt der Admiral Graf Spee von September bis Dezember 1939

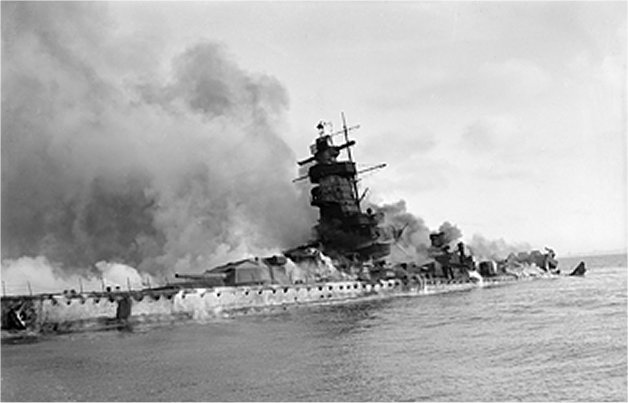
Das brennende Wrack der Admiral Graf Spee nach der Sprengung in der Mündung des Rio de la Plata

Am 21. August 1939 verließ das Panzerschiff Admiral Graf Spee Wilhelmshaven, um sich im Atlantik südlich des Äquators in eine Warteposition zu begeben. Am 26. September erhielt es den Befehl, alliierte Handelsschiffe anzugreifen. Vom 30. September bis zum 7. Dezember versenkte das Schiff im Atlantik und im Indischen Ozean insgesamt neun britische Handelsschiffe mit zusammen 50.089 Bruttoregistertonnen.
Am 13. Dezember 1939 traf die Admiral Graf Spee vor der Mündung des Río de la Plata auf einen gegnerischen Schiffsverband, bestehend aus dem britischen Schweren Kreuzer Exeter, sowie dem britischen Leichten Kreuzer Ajax und dem neuseeländischen Leichten Kreuzer Achilles. Im Laufe des Gefechts wurde die, abgesetzt von den beiden leichten Kreuzern operierende, HMS Exeter schwer beschädigt (61 Tote und 23 Verwundete) und außer Gefecht gesetzt. Die beiden Leichten Kreuzer, aber auch die Admiral Graf Spee, erhielten Beschädigungen und brachen das Gefecht ab, um in Montevideo einzulaufen. Dieses Seegefecht ging in die alliierte Seekriegsgeschichte auch als Battle of Honour ein.
Aufgrund von politischem Druck auf Uruguay aus Großbritannien musste das Schiff wieder auslaufen, ohne dass notwendige Reparaturen durchgeführt werden konnten. Um einen sinnlosen Opfergang der Mannschaft zu verhindern, wurde die Admiral Graf Spee am 17. Dezember von der eigenen Besatzung in der Mündung des Río de la Plata versenkt. Der verantwortliche Kapitän zur See Hans Langsdorff starb kurz darauf durch Suizid.

### Unternehmen Weserübung von April bis Juni 1940

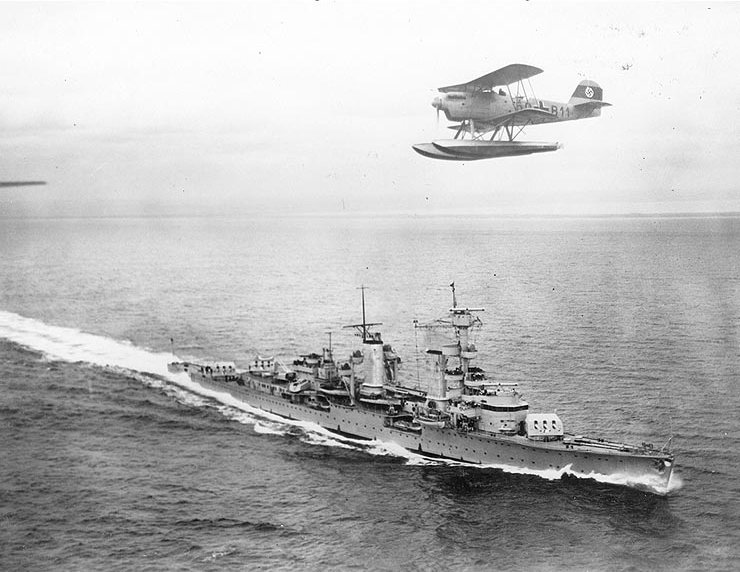
Der Leichte Kreuzer Köln mit einem Seeaufklärer Heinkel He 60

Anmerkung: Das Unternehmen Weserübung wird in manchen deutschsprachigen Publikationen als Trennlinie zwischen der Ersten Atlantikschlacht und der Zweiten Atlantikschlacht betrachtet. In englischsprachigen Publikationen wird der Ausdruck Erste Atlantikschlacht (engl. first battle of the atlantic) auf den Seekrieg im Ersten Weltkrieg bezogen, die Zweite Atlantikschlacht (engl. second battle of the atlantic) auf den Seekrieg im Zweiten Weltkrieg.
Für das Unternehmen Weserübung hatte die Seekriegsleitung insgesamt elf Kriegsschiffgruppen zusammengestellt, die ersten fünf davon waren für die Eroberung Norwegens bestimmt. Die für Narvik bestimmte Kriegsschiffgruppe 1 bestand aus zehn Zerstörern. Auf jedem der Zerstörer waren 200 Gebirgsjäger des Gebirgsjägerregiments 38 eingeschifft worden. Die für Trondheim bestimmte Kriegsschiffgruppe 2 setzte sich aus dem Schweren Kreuzer Admiral Hipper und vier Zerstörern zusammen. Die Kriegsschiffgruppen 1 und 2 nahmen am 7. April 1940 um 3:00 Uhr unter dem Schutz der Schlachtschiffe Gneisenau und Scharnhorst aus der Deutschen Bucht gemeinsame Fahrt nach Norden auf. Es handelte sich um den größten Flottenverband, den die Kriegsmarine im Verlauf des Zweiten Weltkrieges für eine offensive Operation zusammenstellen konnte.
Auf dem Marsch nach Norden versenkte der Schwere Kreuzer Admiral Hipper am Morgen des 8. April den britischen Zerstörer Glowworm.
Die Kriegsschiffgruppe 1 erreichte planmäßig Narvik. Die Küstenpanzerschiffe Eidsvold und Norge wurden vor und im Hafenbecken von Narvik von den Zerstörern Z 21 Wilhelm Heidkamp und Z 11 Bernd von Arnim torpediert und versenkt. Die als Fernsicherung weiter entfernt von der Küste nach Norden steuernden Scharnhorst und Gneisenau trafen hier auf den britischen Schlachtkreuzer Renown. Die mit nur sechs schweren Geschützen in der Feuergeschwindigkeit unterlegene Renown konnte dank der größeren Reichweite ihrer 381-mm-Geschütze die deutschen Schiffe auf Distanz halten und entkam ohne Treffer. Die Gneisenau bekam einen Volltreffer in den Artillerie-Leitstand auf der Vormars-Plattform. Die deutschen Schiffe brachen das Gefecht ab und kehrten einige Tage später nach Wilhelmshaven zurück.
Nachdem es bereits am 10. April im Ofotfjord zu einem Gefecht gekommen war, in dem die Zerstörer Z 21 Wilhelm Heidkamp und Z 22 Anton Schmitt sanken und die Briten ihrerseits die Zerstörer Hardy und Hunter verloren hatten, kehrten die Briten drei Tage später mit Verstärkung zurück. Am 13. April 1940 kam es zu einem Gefecht mit einem britischen Flottenverband, das aus dem Schlachtschiff Warspite und neun Zerstörern bestand. Dabei gingen alle acht deutschen Zerstörer verloren. Sie hatten nicht rechtzeitig den Rückmarsch antreten können, da die Treibstoffübernahme zu lange dauerte. Ohne die Möglichkeit, den Angriffen auszuweichen, verschossen sie ihre gesamte Munition und alle Torpedos und mussten schließlich aufgegeben werden. Einige britische Zerstörer wurden beschädigt.
Eine vom Katapult der Warspite gestartete Fairey Swordfish versenkte das deutsche U-Boot U 64. Ein Angriff von U 25 gegen den britischen Verband am 13. April 1940 sowie ein weiterer Angriff von U 25 und U 48 im Vestfjord gegen das Schlachtschiff Warspite am 14. April 1940 schlugen wegen Torpedoversagern fehl. Am 14. April 1940 versenkte der Schwere Kreuzer Suffolk nordwestlich Bodo den deutschen Versorgungstanker Skagerrak (6.044 BRT).
Die Kriegsschiffgruppe 3, bestehend aus den Leichten Kreuzern Köln und Königsberg und mehreren kleineren Schiffen, konnte sich erfolgreich in Bergen und Stavanger durchsetzen. Ebenso die Kriegsschiffgruppe 4 mit dem Leichten Kreuzer Karlsruhe in Kristiansand.
Die Kriegsschiffgruppe 5 bestehend aus den schweren Kreuzern Blücher und Lützow, dem Leichter Kreuzer Emden und mehreren Torpedobooten, wurde beim Durchbruch durch den gut 100 Kilometer langen Oslofjord von Küstenbatterien beschossen. Die Blücher erhielt mehrere Geschütz- und Torpedotreffer und sank östlich der Insel Askholmene. Der norwegische Minenleger Olav Tryggvason versenkte das deutsche Räumboot R 17. Das norwegische Torpedoboot Aegir versenkte den deutschen Nachschubfrachter Roda (6.780 BRT) und wurde seinerseits durch einen Fliegerangriff versenkt.
Am Vormittag des 10. April liefen die Schiffe der Kampfgruppe in den Hafen von Oslo ein. Erst am 10. Juni 1940 unterschrieb das norwegische Oberkommando die Kapitulationsurkunde, und die Bevölkerung ging teilweise zum aktiven und passiven Widerstand gegen den Nationalsozialismus über.

### Unternehmen Juno im Juni 1940

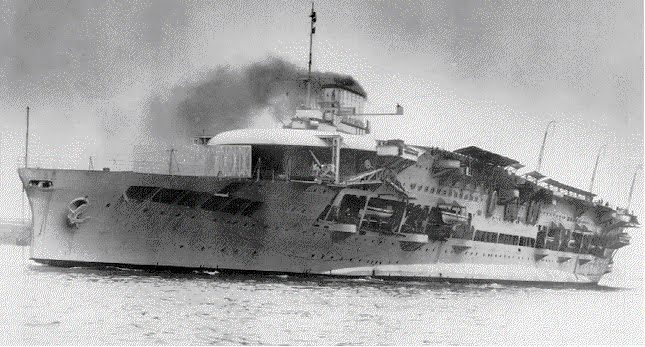
Der britische Flugzeugträger Glorious

Am 4. Juni 1940 liefen die Schlachtschiffe Scharnhorst und Gneisenau, der Schwere Kreuzer Admiral Hipper sowie die Zerstörer Hans Lody, Hermann Schoemann, Erich Steinbrinck und Karl Galster von Kiel zum Unternehmen Juno aus. Der Verband, der damit aus praktisch allen noch einsatzfähigen Schiffen der deutschen Flotte bestand, sollte durch Angriffe auf Truppenkonvois und den Hafen von Harstad die schwer bedrängten deutschen Truppen in Narvik entlasten. Am 8. Juni standen die Schiffe auf der Höhe von Harstad (Nordnorwegen). Hier trafen sie auf den Rückzugskonvoi der restlichen britischen Truppen aus Norwegen. Die Admiral Hipper versenkte mit ihren Zerstörern den U-Jäger Juniper, den großen Tanker Oil Pioneer und den Truppentransporter Orama. Danach trennte sich der deutsche Verband. Die Admiral Hipper lief mit den Zerstörern nach Trondheim. Scharnhorst und Gneisenau blieben in besagtem Seegebiet, wo sie schließlich den Flugzeugträger Glorious und seine Begleitzerstörer Acasta und Ardent stellten und versenkten. Dabei erhielt die Scharnhorst einen Treffer durch einen Torpedo, der von der selbst bereits schwer getroffenen Acasta abgeschossen worden war. Dieser traf die Scharnhorst im Bereich des achteren 28-cm-Geschützturms, dessen Mechanik beschädigt wurde, womit sie für weitere Operationen ausfiel.
Am 20. Juni sollte die Admiral Hipper mit der Gneisenau die britischen Rückzugsbewegungen stören. Dieser Einsatz endete schon am Fjordausgang von Trondheim. Hier wurde die Gneisenau vom britischen U-Boot Clyde torpediert. Beide Schiffe kehrten nach Trondheim zurück. Am 25. Juli lief die Admiral Hipper zum Handelskrieg ins Nordmeer aus, während die Gneisenau nach Kiel zurückkehrte. Am 1. August konnte ein finnischer Frachter als Prise aufgebracht werden. In den nächsten Tagen operierte der Kreuzer erfolglos in der Barentssee. Schließlich wurde die Admiral Hipper nach Deutschland zurückbeordert. Am 10. August ging das Schiff in die Werft.

### Kreuzerkrieg derAdmiral Scheervon Oktober 1940 bis April 1941
Am 23. Oktober 1940 verließ das Schwesterschiff der Admiral Graf Spee, das Panzerschiff Admiral Scheer Gotenhafen und begab sich nach Brunsbüttel, das als Ausgangspunkt für die bevorstehende Fernunternehmung ausersehen war. Als sie am 27. Oktober von dort ausgelaufen war, gelang es ihr nach einem kurzen Aufenthalt in Stavanger, unbemerkt die Dänemarkstraße zu passieren und am 1. November den Nordatlantik zu erreichen.
Dort stieß sie fünf Tage später auf den vom kanadischen Halifax nach Liverpool gehenden Geleitzug HX 84 und versenkte aus diesem die Frachter Trewellard (16 Tote), Fresno City (1 Toter), Kenbane Head (23 Tote), Beaverford (77 Tote) und Maiden (91 Tote). Dabei kam es zum Gefecht mit dem Hilfskreuzer Jervis Bay, dessen Gegenwehr dem Gros des Geleitzuges das Entkommen ermöglichte, während er selbst in diesem ungleichen Kampf unterlag und unterging.
Mitte Dezember operierte die Admiral Scheer im Südatlantik, und im Februar stieß sie in den Indischen Ozean bis zu den Seychellen vor. Danach trat sie den Rückmarsch an und lief am 1. April 1941 in Kiel ein. Bei diesem Einsatz hatte die Admiral Scheer in 155 Tagen rund 46.000 Seemeilen zurückgelegt. Ihre Versenkungszahl belief sich auf 17 Schiffe mit über 113.000 BRT. Es war für die Alliierten die verlustreichste Einzeloperation eines deutschen Überwasserkriegsschiffes.

### Unternehmen Berlin von Januar bis März 1941

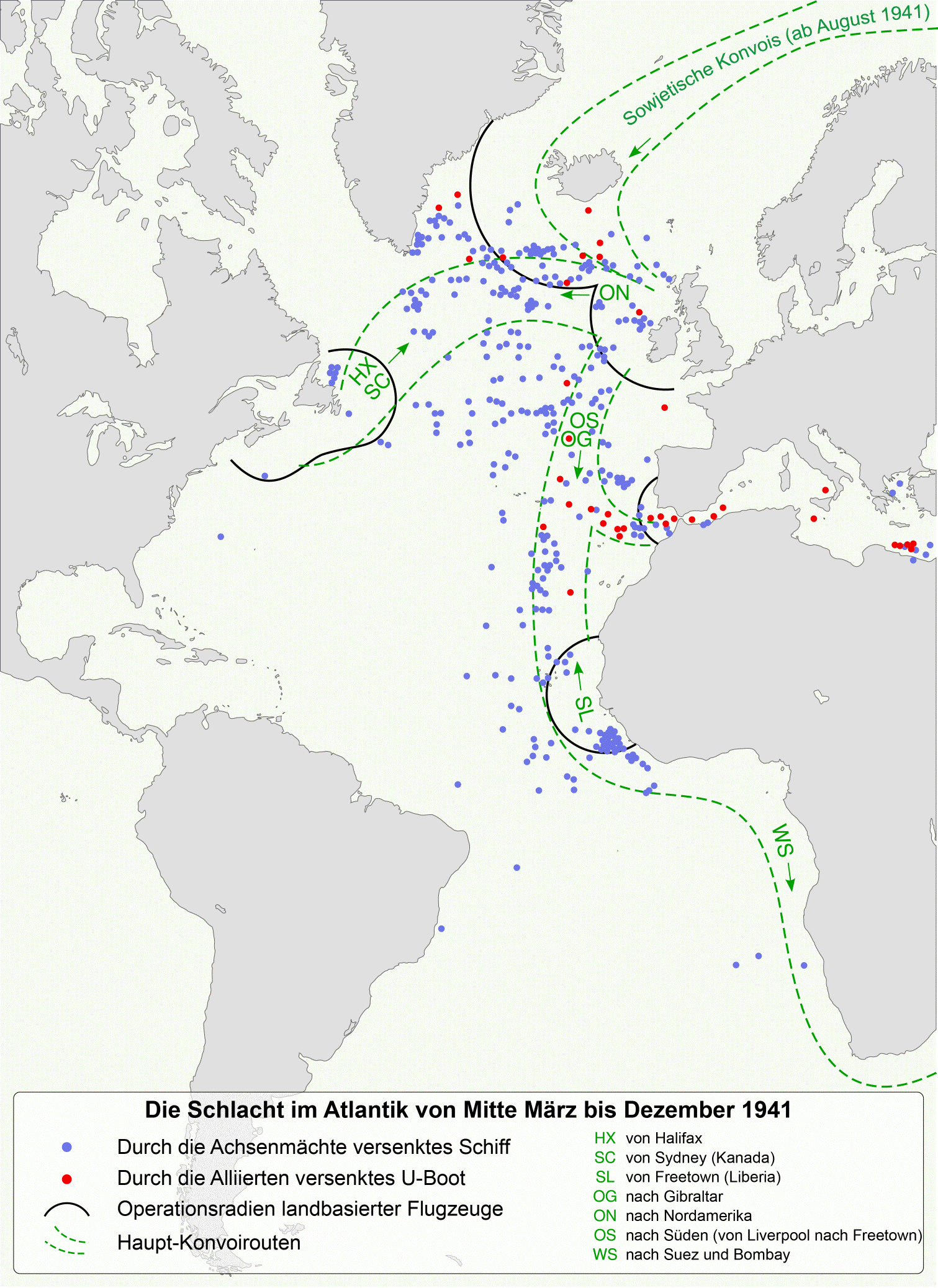
Die Schlacht im Atlantik Mitte März bis Dezember 1941. In der zweiten Aprilhälfte wurden die engen Eskorten von alliierten Schiffen durch große Sicherheitszonen und großflächige U-Boot-Suchen durch Seeaufklärungs-Flugzeuge ersetzt. Im Mai 1941 umfassten diese 560 Kilometer um Island und Nordirland herum. Die Operationen von Basen in West-Afrika begannen ab dem 24. März 1941. Hudsons und Seeaufklärungsflugzeuge vom Typ Catalina operierten von Gibraltar aus bis zu 400 Kilometer weit.

Zusammen mit ihrem Schwesterschiff Gneisenau lief die Scharnhorst am 22. Januar 1941 aus Kiel zum Unternehmen Berlin aus. Ein Durchbruchsversuch durch die Färöer-Island Passage scheiterte, und die deutschen Schiffe zogen sich nach Osten zurück. Nach einer Ölübernahme gelang es, ein paar Tage später durch die Dänemarkstraße in den Atlantik zu gelangen.
Die Scharnhorst konnte in den nächsten Wochen acht Schiffe mit rund 50.000 BRT versenken; die Gneisenau etwa 65.000 BRT. Geleitzüge, die durch britische Schlachtschiffe gesichert waren, wurden befehlsgemäß gemieden. Am 22. März 1941 liefen beide Schiffe in Brest ein.

### Unternehmen Rheinübung im Mai 1941

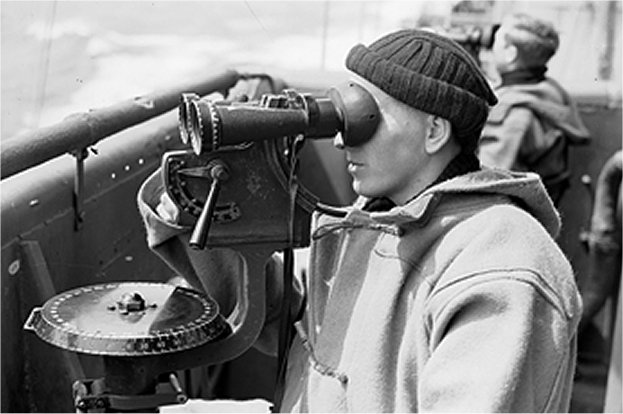
Der englische Matrose Alfred R. Newall an Bord der Suffolk auf Ausschau nach der Bismarck

Um den Druck auf die Nachschubtransporte zu den Britischen Inseln zu erhöhen und den U-Boot-Krieg zu unterstützen, lief im Mai 1941 ein Geschwader aus Gotenhafen mit Ziel Atlantik aus. Es bestand aus dem neuen Schlachtschiff Bismarck, dem Schweren Kreuzer Prinz Eugen und den Zerstörern Z 10 Hans Lody, Z 16 Friedrich Eckoldt und Z 23, die in Norwegen zurückblieben. Die Operation bekam den Decknamen Rheinübung. Die Bismarck sollte auch Geleitzüge angreifen, die durch alliierte Schlachtschiffe gesichert waren.
Das Geschwader wurde vom schwedischen Flugzeugkreuzer Gotland gesichtet, der die Briten mit einem kurzen Funkspruch informierte. Die beiden Großkampfschiffe wurden schließlich in dem norwegischen Krossfjord bei Bergen von einem Aufklärungsflugzeug des Typs Supermarine Spitfire entdeckt. Der an Bord der Bismarck befindliche Flottenchef, Admiral Günther Lütjens, gedachte, über die Dänemarkstraße zwischen Grönland und Island in den Atlantik durchzubrechen. Am 24. Mai kam es in der Dänemarkstraße zum Gefecht mit zwei britischen Großkampfschiffen. Dabei wurde der Schlachtkreuzer Hood mehrfach getroffen, der daraufhin explodierte und versank. 1.418 Mann starben bei der Explosion, nur drei überlebten. Das Schlachtschiff Prince of Wales, das ebenfalls schwer getroffen wurde, zog sich zurück.
Da die Bismarck beschädigt war und Treibstoff verlor, sollte sie in den von der Kriegsmarine besetzten Hafen von St. Nazaire zurückkehren und die Schäden reparieren lassen. Die Prinz Eugen bekam um 18:34 Uhr Befehl, selbständig Handelskrieg zu führen und wurde entlassen. Der Kreuzer ergänzte seinen Brennstoff beim Tanker Spichern, um am 26. Mai mit dem Handelskrieg zu beginnen, musste aber kurze Zeit später weitere Operationen unterlassen, da Schäden an der Antriebsanlage auftraten. Das Schiff steuerte daraufhin den Hafen von Brest an, den es am 1. Juni unbehelligt erreichte.
Am 27. Mai 1941 wurde die Bismarck erneut angegriffen. Durch einen Treffer in die Ruderanlage wurde sie manövrierunfähig und sank – nachdem sie in dem darauf folgenden Gefecht schwer beschädigt worden war – vermutlich durch Eigensprengung. Von britischen Schiffen wurden 114 Besatzungsmitglieder der Bismarck gerettet, von deutschen U-Booten weitere sechs der insgesamt 2.106 Mann zählenden Besatzung.

### Unternehmen Regenbogen von Dezember 1942 bis Januar 1943
Zusammen mit dem Schweren Kreuzer Admiral Hipper und mehreren Zerstörern griff das Panzerschiff Lützow den britischen Nordmeergeleitzug Geleitzug JW 51B östlich der Bäreninsel an. Die Admiral Hipper sollte die Eskorten von Geleitzug weglocken und die Lützow währenddessen die schutzlos gewordenen Handelsschiffe angreifen und versenken.
Das Vorhaben scheiterte an den extrem schlechten Sichtbedingungen. Die Lützow fuhr in zwei bis drei Seemeilen Abstand an dem Konvoi vorbei, während dessen Geleitschutz die Admiral Hipper verfolgte. Die Feuereröffnung auf den Konvoi unterblieb jedoch, weil man auf der Lützow glaubte, die eigenen Schiffe vor sich zu haben. Der Zerstörer Friedrich Eckoldt steuerte irrtümlich den Kreuzer Sheffield an und wurde daraufhin von ihm versenkt. Auf britischer Seite wurden der Zerstörer Achates und der Minensucher Bramble versenkt.

## Die Bedeutung der alliierten Flugzeugträger

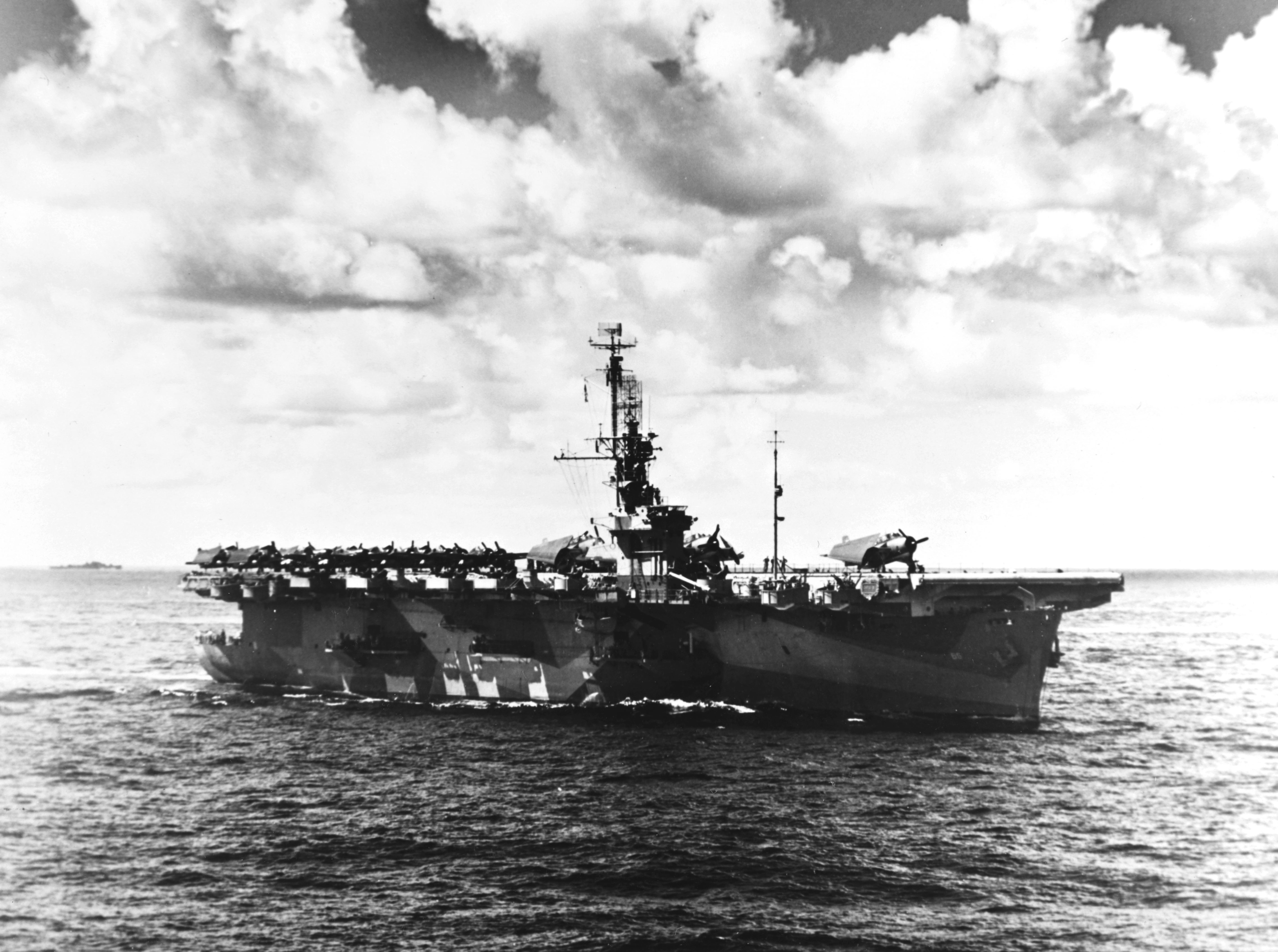
Die Wake Island, ein Geleitflugzeugträger der Casablanca-Klasse

Insgesamt kamen auf verschiedenen Kriegsschauplätzen 32 Geleitflugzeugträger und 24 Flottenflugzeugträger der Royal Navy, und 121 Geleitflugzeugträger und 36 große Flugzeugträger der US Navy zum Einsatz. Diese Stärke von 213 Flugzeugträgern auf alliierter Seite hatte seine Ursache in der Steigerungsfähigkeit der Produktion der amerikanischen Rüstungsindustrie. Von 1935 bis 1938 entsprachen die Rüstungsausgaben der USA und Großbritanniens zusammen dem Gegenwert von vier Milliarden US-Dollar, die Rüstungsausgaben des Deutschen Reiches beliefen sich mit umgerechnet 12 Milliarden US-Dollar auf das Dreifache. 1941 investierten die beiden Verbündeten mit 13 Milliarden US-Dollar bereits mehr als doppelt so viel in die Rüstungsindustrie wie das Deutsche Reich mit dem Gegenwert von 6 Milliarden US-Dollar.
Die größte Bedeutung hatten die Träger im Atlantik im Bereich des U-Boot-Krieges. Kein großes deutsches Überwasserkriegsschiff wurde durch Flugzeuge eines Flugzeugträgers versenkt. Die große Herausforderung für die alliierten Seestreitkräfte war die Sicherung von Geleitzügen. Dazu gehörte die Bildung von Hunter-Killer-Groups, einem Verband bestehend aus einem Geleitflugzeugträger und mehreren Zerstörern. Diese Verbände konnten auch über die unmittelbare Nähe eines Geleitzuges hinaus ein U-Boot verfolgen und bis zu seiner Zerstörung aus der Luft und zu Wasser bekämpfen.
Von trägergestützten Flugzeugen der Royal Navy, die unter der Fleet Air Arm (FAA) zusammengefasst waren, wurden 31 U-Boote versenkt, von Flugzeugen der US Navy 83 der insgesamt 250 von Flugzeugen zerstörten U-Boote. Admiral Dönitz bemerkte in einer Denkschrift vom 8. Juni 1943: „Die Erfolge des Feindes stiegen so, dass das feindliche Flugzeug der gefährlichste Gegner unserer U-Boote ist. Die Krise im U-Boot-Krieg (Anmerkung: 38 U-Boote im Vormonat verloren) ist daher eine Folge der feindlichen Luftherrschaft im Atlantik.“

## U-Boot-Krieg

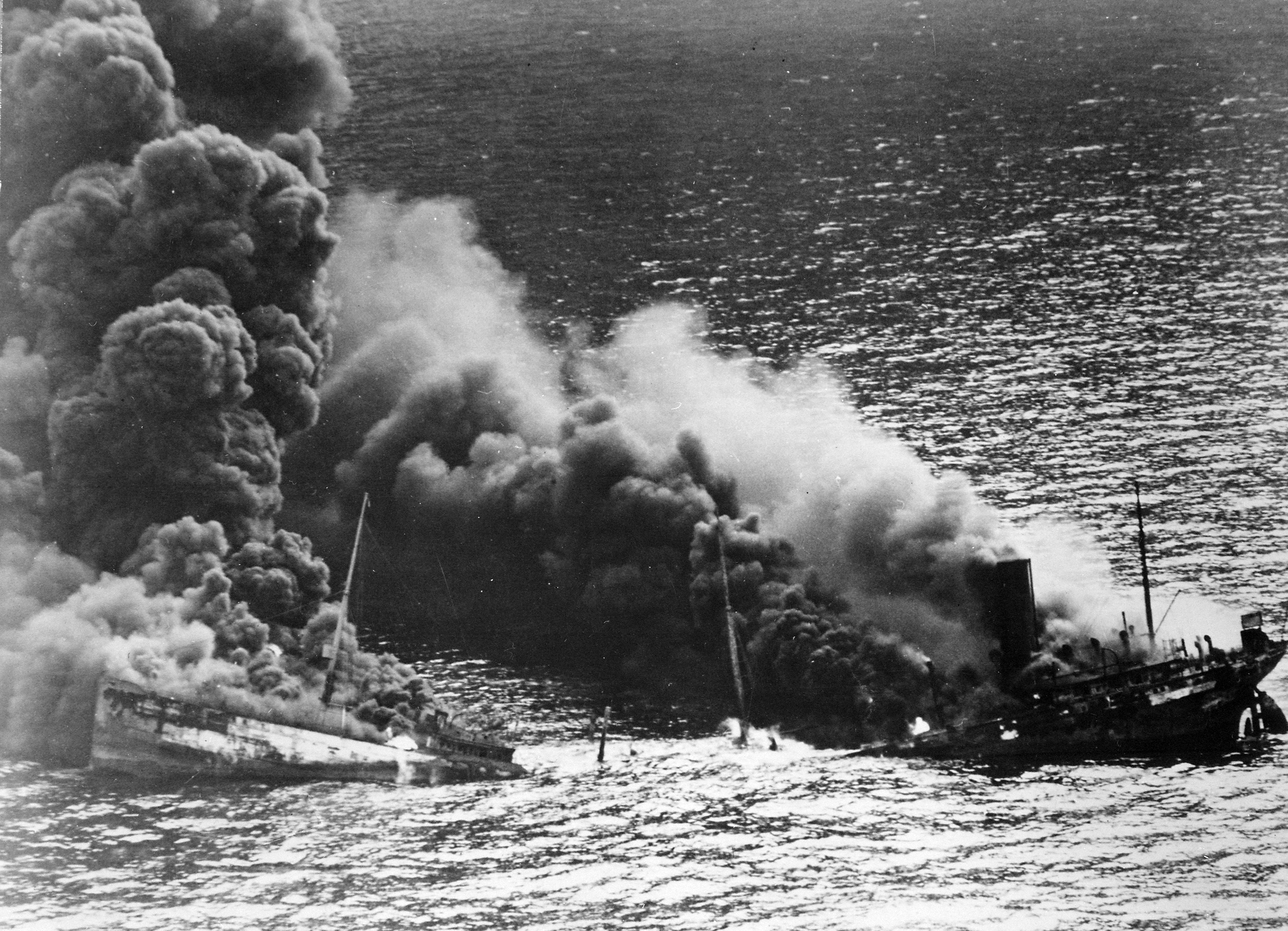
Die torpedierte Dixie Arrow sinkt (1942)

Zunächst konnten U-Boote den Geleitzügen und der Royal Navy empfindliche Verluste zufügen. Im Verlauf des Krieges wurde die Lage der Kriegsmarine durch die Entwicklung von Radar und anderen technischen Neuerungen zur U-Boot-Ortung – nicht zuletzt auch durch die Entzifferung des Seefunkverkehrs durch britische Kryptoanalytiker – aussichtslos. Waren die Verluste, gemessen an versenkten Bruttoregistertonnen alliierter Handelsschiffe, mit 5,7 Millionen BRT noch beträchtlich, so gingen die Verluste 1943 auf 1,6 Millionen BRT und 1944 auf 175.013 versenkte BRT zurück.
Bezogen auf die Verluste an alliierten Schiffen pro Monat stellt der Juni 1942 den Höhepunkt mit 124 Handelsschiffen mit über 600.000 Bruttoregistertonnen dar. Während im März 1943 noch eine halbe Million BRT versenkt wurden, vollzog sich bis Mai 1943 die Wende zugunsten der Alliierten.

## Faktoren der Schlacht

### Leih- und Pachtgesetz
Am 18. Februar 1941 verabschiedete der US-amerikanische Kongress das Leih- und Pachtgesetz, das den USA erlaubte, Großbritannien ohne Barzahlung Rüstungsgüter wie zum Beispiel dringend benötigte Zerstörer und Geleitflugzeugträger zur U-Bootbekämpfung zu überlassen. Ab dem Kriegseintritt der USA im Dezember 1941 beteiligten sich Einheiten der US Navy unter dem Befehl von Admiral Ernest J. King aktiv am Geleitschutz im Atlantik. Dem Krieg gegen das Deutsche Reich wurde Vorrang gegenüber dem Krieg gegen Japan gegeben, da es als der gefährlichere Gegner betrachtet wurde.

### Entzifferung des Marinecodes

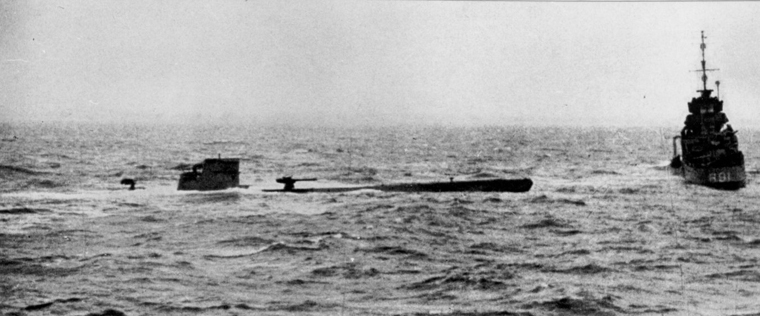
U 110 und HMS Bulldog (9. Mai 1941)

Bereits vor dem Überfall auf Polen übergaben polnische Kryptoanalytiker dem verblüfften britischen Geheimdienst zwei Exemplare der Schlüsselmaschine Enigma beim legendären Treffen von Pyry. Daraufhin wurden die verschlüsselten Funksprüche zwischen den Leitstellen der Luft- und Seestreitkräfte abgefangen. Obwohl die Verschlüsselungsmethoden mehrere Male während des Krieges geändert wurden, gelang es dem britischen Geheimdienst immer wieder, diese Lücken zu schließen und die deutschen Funksprüche zu entziffern. So wurde im Mai 1941 eine Enigma-M3-Maschine mit den dazugehörigen Codetabellen aus dem sinkenden U-Boot U 110 durch den britischen Zerstörer Bulldog geborgen. Der Befehlshaber der U-Boote, Admiral Karl Dönitz erklärte, von diesem Umstand trotz Verdacht erst nach dem Krieg erfahren zu haben. Offiziell bestätigt wurde diese Tatsache von den Alliierten erst in den 1970er Jahren.
Die unter dem Decknamen Ultra gewonnenen Positionsangaben der U-Boote trugen maßgeblich zu deren erfolgreicher Bekämpfung bei. Die Kriegsmarine operierte nur zwischen Februar und Dezember 1942 unter einem durch die Alliierten nicht gebrochenen Verfahren der neu eingeführten Version Enigma-M4 (Prise der Schlüssel und Codebücher (Wetterkurzschlüssel und Kurzsignalheft) von U 559 durch Tony Fasson, Colin Grazier und Tommy Brown von Petard am 30. Oktober 1942).

### Seeaufklärungsflüge

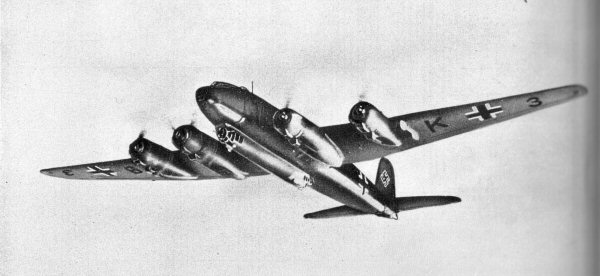
Langstreckenseeaufklärer Focke-Wulf FW 200

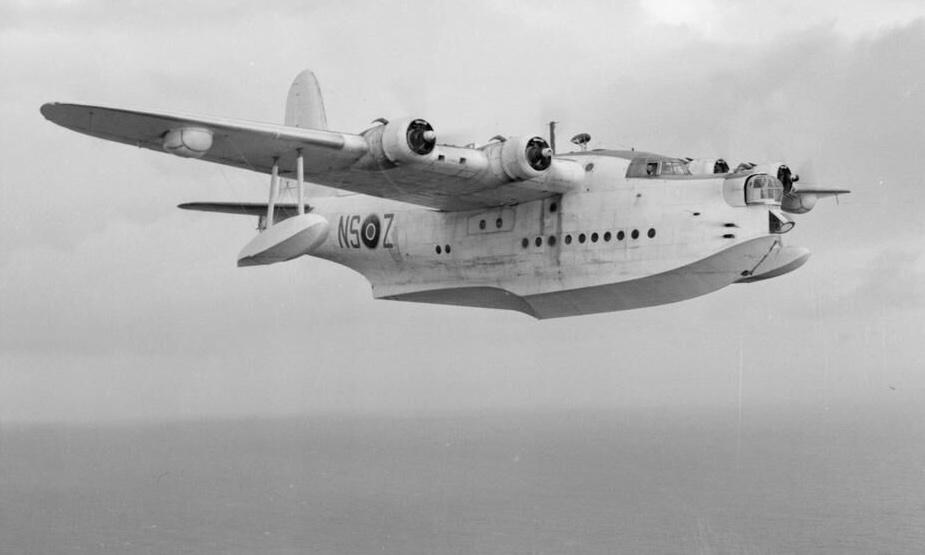
Short Sunderland Mk. V, Seeaufklärer des Coastal Command

Sowohl die alliierten Luftstreitkräfte als auch die Kriegsmarine und die Luftwaffe führten mit verschiedenen Seeaufklärungsflugzeugen nach Möglichkeit flächendeckend Aufklärungsflüge durch. Im Bereich der Luftflotte 3 wurde am 15. März 1941 die Kommandobehörde des Fliegerführers Atlantik, zur Zusammenarbeit mit der Kriegsmarine, geschaffen. In dieser waren die Langstreckenaufklärer und Bomber des Kampfgeschwaders 40 sowie verschiedener Seeaufklärungs- und Küstenfliegergruppen vereinigt. Sie hatten in erster Linie die Aufgabe, Geleitzüge aufzuspüren und dann U-Boote oder landgestützte Bomber heranzuführen. Manche Flugzeuge waren selbst mit geringer Bombenzuladung ausgerüstet und konnten einzelne Schiffe oder schwach geschützte Konvois selbstständig angreifen. Mit dem verstärkten Einsatz von alliierten Geleitflugzeugträgern nahmen die Verluste durch alliierte Jagdflugzeuge drastisch zu.
Besonders die Operationen mit bewaffneten Langstreckenaufklärern des Musters Focke-Wulf Fw 200 Condor fügten den Geleitzügen Verluste zu, weshalb Churchill sie als „Geißel des Atlantiks“ bezeichnete. So war bis März 1941 das Verhältnis der versenkten Tonnage zwischen U-Booten und Fernkampfflugzeugen zehn zu eins (2.720.157 BRT durch U-Boote, 272.485 BRT durch Flugzeuge). Von April 1941 bis Dezember 1941 verschlechterte sich dieses Verhältnis auf 20:1 (1.582.389 BRT durch U-Boote, 79.677 BRT durch Flugzeuge).

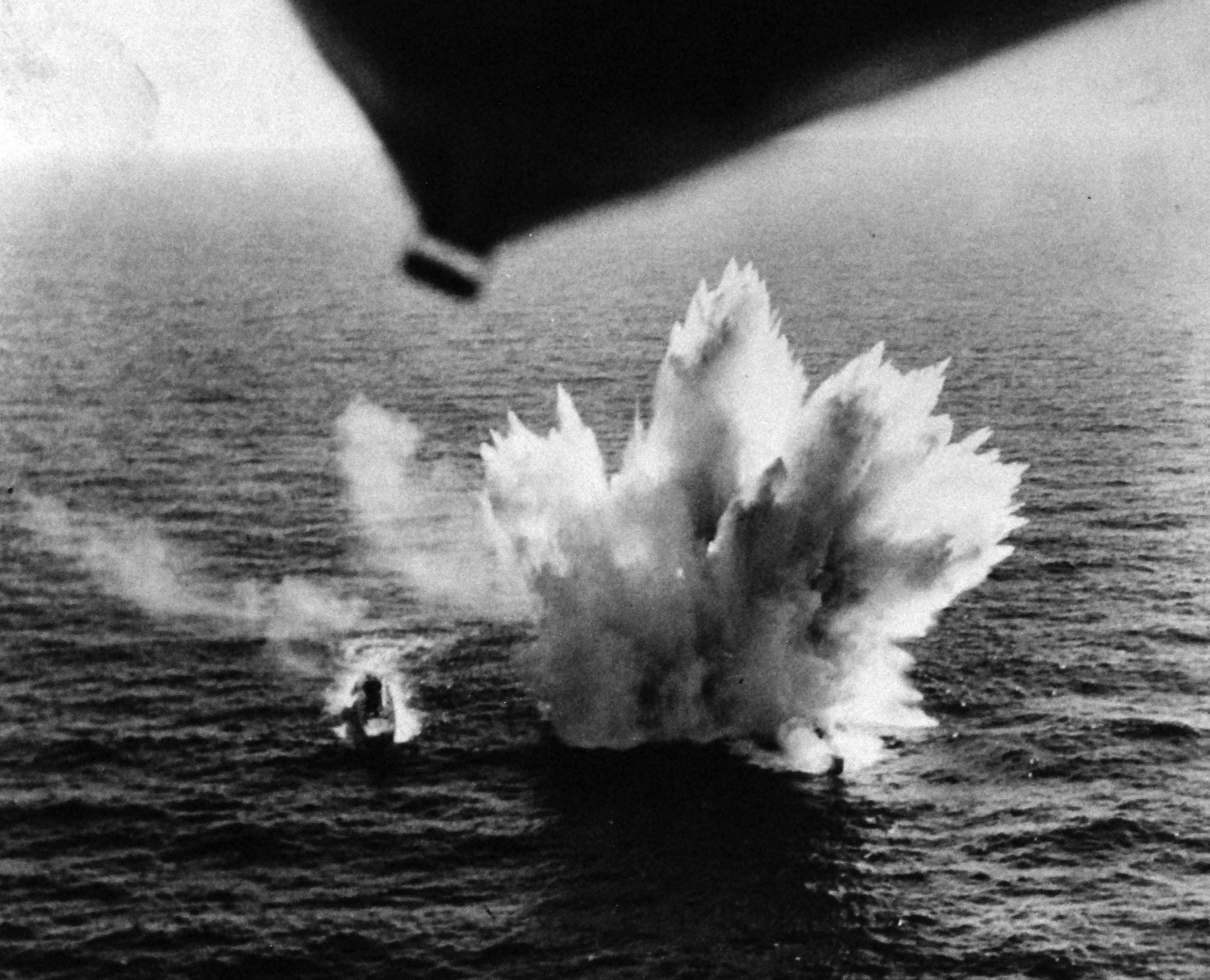
U-Boot-Abwehr von den Azoren, 1943

Die Flugzeuge der Alliierten hatten zur Aufgabe, feindliche Verbände – besonders U-Boote – zu finden und deren Aktivitäten zu bekämpfen. Die zum Einsatz gebrachten Bomber konnten auch größere Verbände angreifen, wobei beim Kampf gegen die Bismarck auch einmotorige Torpedoflugzeuge von Flugzeugträgern aus eingesetzt wurden. Das britische Coastal Command begann 1940, Flugzeuge mit Wasserbomben für die U-Bootbekämpfung auszurüsten, später kamen bordgestützte Radargeräte dazu. Die US Navy wurde von landgestützten Langstreckenbombern der USAAF unterstützt. Von 1939 bis 1940 gingen nur zwei U-Boote durch Luftangriffe verloren. Im Oktober 1943 gestattete Portugal die Nutzung einer Basis auf den Azoren. Damit verkleinerten die Alliierten die sogenannte Mittelatlantik-Lücke (mid atlantic gap), die für den Schutz von Geleitzügen und die Bekämpfung von U-Booten bedeutend war. Bis zum Kriegsende wurden mehr als 250 deutsche U-Boote von Coastal Command, USAAF und anderen alliierten Luftwaffen einschließlich der trägergestützten Verbände der US Navy und des FAA versenkt.

### Aufspürungs- und Bekämpfungsmethoden
Die zu Kriegsbeginn verbreitete Methode zum Aufspüren von U-Booten war die Verwendung von Sonar (Sound navigation and ranging), die bei der Royal Navy übliche Bezeichnung lautete ASDIC (Anti Submarine Detection Investigation Committee, gegründet 1917 zur Erforschung und Erprobung von Sonar).
Außerdem hatten sowohl die deutsche Forschung als auch die Alliierten weitreichende theoretische Kenntnisse über die Einsatzmöglichkeiten von elektromagnetischen Wellen. In der waffentechnischen Ausführung wurde von der Kriegsmarine bereits 1939 ein Feuerleitsystem eingesetzt, das mit Funkmesstechnik arbeitete (Codename Seetakt). Das mit Seetakt ausgerüstete Panzerschiff Admiral Graf Spee wurde nicht zuletzt deshalb selbst versenkt, um zu verhindern, dass diese Technologie den Feinden in die Hände fiel.
Auf alliierter Seite wurde die Technik mehr und mehr auf die Ortung von Flugzeugen und U-Booten gelenkt.
Ein verwandtes Verfahren arbeitete nicht aktiv (d. h. es sendete keine eigenen Strahlen aus), sondern passiv durch Anpeilen von Funkquellen, wobei von der Royal Navy der Ausdruck Huff-Duff (von: HF/DF, High Frequency Direction Finding, deutsch: Kurzwellenpeilung) verwendet wurde. Eine große Anzahl deutscher U-Boote, die ihre Standortmeldung an das Hauptquartier in Frankreich funkten, verrieten sich so ungewollt ihren Verfolgern.
Ab 1942 wurde mit MAD (Magnetic Anomaly Detection) ein neuartiges Verfahren, das Veränderungen im Erdmagnetfeld misst und interpretiert, zur U-Bootjagd von Flugzeugen aus angewendet.
Kombinierte Anwendungsformen wie die Verwendung eines besonders leistungsfähigen Scheinwerfers (Leigh Light) und Radar von Flugzeugen aus oder der Sonargesteuerte Wasserbombenwerfer brachten weitere Verbesserungen. Mit der geräuschempfindlichen Mark 24 mine („wandering Annie“) kam ab Mai 1943 ein zielsuchender Torpedo zum Einsatz, mit dessen Hilfe bis zum Kriegsende 38 U-Boote versenkt wurden.
Den endgültigen Erfolg bei der U-Bootjagd brachte die Zusammenarbeit mehrerer Einheiten, die jeweils ihre Messungen miteinander abglichen. Durch den Umbau von großen Kriegsschiffen und Handelsschiffen in spezielle Geleitflugzeugträger konnten Hunter-Killer-Groups (deutsch: Jäger-Zerstörer-Gruppen) äußerst effektiv in der Nähe von Geleitzügen operieren. Mit dieser Technik war bis Mai 1943 die Bewegungsfreiheit der langsamen U-Boote derart eingeengt, dass Dönitz sie in ihre Basen zurückbeorderte. Ab da kam es hauptsächlich zu wenig erfolgversprechenden Einzelaktionen.

## Nachwirkungen und Ergebnis

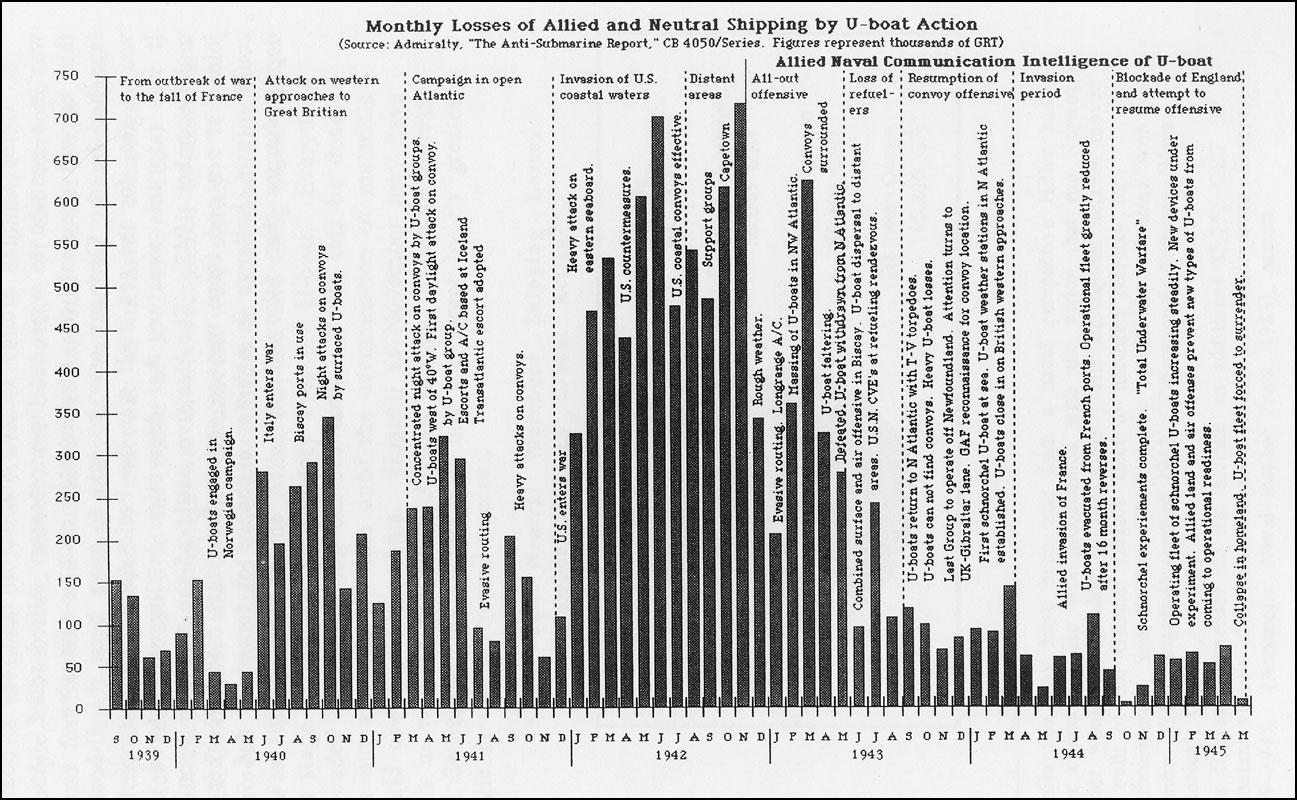
Alliierte Analyse versenkten Schiffsraums

Zwischen 1939 und 1945 wurden auf alliierter Seite 36.000 Matrosen der Handels- und Kriegsmarine Opfer des Krieges. Es wurden über 5.000 alliierte Schiffe versenkt, davon waren 175 Kriegsschiffe (20,3 Millionen Bruttoregistertonnen, davon 14,3 Millionen BRT durch U-Boote).
Demgegenüber verlor die deutsche Kriegsmarine über 30.000 Matrosen, 783 U-Boote und fast alle größeren Überwasserkriegsschiffe, auch wenn diese ab 1941 größtenteils vom Kriegsschauplatz Atlantik abgezogen und anderorts versenkt wurden. Von 40.000 ausgebildeten deutschen U-Boot-Besatzungen kamen 27.000 um.
Am nächsten war die deutsche Kriegsmarine ihrem primären Ziel – der Isolation Englands – 1941 vor dem Kriegseintritt der USA.
Die wirtschaftliche Leistungsfähigkeit des Deutschen Reiches war mit der Führung eines sechs Jahre dauernden Seekrieges total überfordert. Der zu Beginn des Krieges verantwortliche Oberbefehlshaber der Kriegsmarine, Großadmiral Erich Raeder, wusste das und kommentierte anlässlich der Flottenstärke, dass die Kriegsmarine im Kampf gegen England lediglich „mit Anstand sterben“ könne. Raeder, nach den Misserfolgen der Überwasserkriegsschiffe durch Hitler in seiner Ehre gekränkt, wurde auf eigenen Wunsch im Januar 1943 von Dönitz als Oberbefehlshaber der Kriegsmarine abgelöst.
Auch die Royal Navy sah 1943 einen Führungswechsel, als im September dieses Jahres der Erste Seelord Sir Dudley Pound krankheitshalber von Andrew Cunningham abgelöst wurde. Pound verstarb noch im Oktober 1943.
Mit dem Verlauf des Krieges stieg auch die Rücksichtslosigkeit der Kriegsführung aller beteiligten Seiten. Während vereinzelt nach Prisenordnung gekämpft wurde, entbrannte bald ein uneingeschränkter Seekrieg. Ein Befehl von Admiral Dönitz, den Schiffbrüchigen der angegriffenen Schiffe nicht zu helfen (Laconia-Befehl), führte zu einer Behandlung bei den Nürnberger Prozessen 1946. Dönitz wurde in diesem Punkt vom Admiral der US Navy Chester Nimitz entlastet, der klarstellte, dass die alliierten U-Boote im Pazifik unter ähnlichen Anweisungen operiert hatten.

## Spielfilme
- Wolfgang Petersen: Das Boot (1981)
- Jonathan Mostow: U-571 (2000)
- Uwe Janson: Laconia (2011)
- Aaron Schneider: Greyhound – Schlacht im Atlantik (2020)